# Viés atencional
Vários tipos de vieses cognitivos ocorrem devido a um viés atencional. Um exemplo é quando uma pessoa não examina todos os possíveis resultados quando faz um julgamento sobre uma correlação ou associação. Existe um foco em uma ou duas possibilidades, enquanto que são ignoradas o resto das possibilidades.